# Vuelta a España 2022/14. Etappe
Die 14. Etappe der Vuelta a España 2022 fand am 3. September 2022 statt und endete mit der fünften Bergankunft der 77. Austragung des spanischen Etappenrennens. Die Strecke führte von Montoro über 160,3 Kilometer und endete auf der Sierra de la Pandera (1820 m). Nach der Zielankunft hatten die Fahrer insgesamt 2171,7 Kilometer absolviert, was 66,2 % der Gesamtdistanz der Rundfahrt entsprach.

## Streckenführung
Die Strecke ließ sich in zwei Abschnitte unterteilen. In der ersten Rennhälfte ging es nach dem Start in Montoro auf flachem Terrain in Richtung Südosten. Die Strecke führte dabei über Marmolejo, Andújar und Mengíbar in die Stadt Jaén. Hier begann nach rund 80 Kilometern der zweite Teil der Etappe, der ins Gebirge südlich der Stadt führte. Zunächst wurde der Puerto de Las Siete Pilillas (931 m) in Angriff genommen, der als Anstieg der 3. Kategorie klassifiziert war. Auf seinen 9,9 Kilometern Länge, weist der Pass eine durchschnittliche Steigung von 3,5 % auf und wurde 53,1 Kilometer vor dem Ziel passiert. Anschließend folgte eine längere Abfahrt, die die Fahrer nach einer kurzen Gegensteigung bei La Guardia de Jaén zurück nach Jaén führte. Hier wurde 33,1 Kilometer vor dem Ziel ein Zwischensprint ausgefahren, ehe die Straße bei der weiteren Fahrt Richtung Süden erneut zu steigen begann.
Der Schlussanstieg ließ sich ebenfalls in zwei Hälften unterteilen. Zunächst erfolgte die Auffahrt auf den Puerto de Los Villares (1191 m), auf dem eine Bergwertung der 2. Kategorie und ein Bonussprint abgenommen wurden. Dieser führte über eine Länge von 10,4 Kilometern bei einer Durchschnittssteigung von 5,5 %. Nachdem die Passhöhe 12,1 Kilometer vor dem Ziel passiert wurde, bogen die Fahrer Links ab und es folgte ein 3,7 Kilometer langes Flachstück, das zum Fuße des zweiten Teils des Anstiegs führte. Dieser war 8,4 Kilometer lang und führte im Schnitt bei 7,8 % zur Ziellinie. Diese letzten Kilometer auf die Sierra de la Pandera (1820 m), wiesen Kilometerschnitte von über 10 % auf, wobei der letzte Kilometer sowohl eine Zwischenabfahrt als auch eine steile Gegensteigung von bis zu 15 % beinhaltete. Der Schlussanstieg war als Bergwertung der 1. Kategorie klassifiziert.
|                            | Ort                          | Kilometer | Länge (km) | Höhe (m) | Ø Steigung |
| -------------------------- | ---------------------------- | --------- | ---------- | -------- | ---------- |
| Start                      | Montoro                      | 0         |            |          |            |
| Bergwertung (3. Kategorie) | Puerto de Las Siete Pilillas | 107,2     | 9,9        | 0931     | 3,5 %      |
| Zwischensprint             | Jaén                         | 127,2     |            |          |            |
| Bergwertung (2. Kategorie) | Puerto de Los Villares       | 148,2     | 10,4       | 1191     | 5,5 %      |
| Bonussprint                | Puerto de Los Villares       | 148,2     |            |          |            |
| Bergwertung (1. Kategorie) | Sierra de la Pandera         | 160,3     | 8,4        | 1820     | 7,8 %      |
| Ziel                       | Sierra de la Pandera         | 160,3     |            |          |            |

## Rennverlauf und Ergebnisse
In der Anfangsphase der Etappe versuchten sich unterschiedliche Gruppen vom Hauptfeld abzusetzen, was ihnen jedoch nicht gelang. Bekannte Fahrer, die in diesen Gruppen vertreten waren, waren der führende in der Bergwertung Jay Vine (Alpecin-Deceuninck), der Sieger der Vuelta a España 2010 Vincenzo Nibali (Astana Qazaqstan), der Sieger der Nachwuchswertung des Jahres 2021 Gino Mäder (Bahrain Victorious), sowie die Bergfahrer Hugh Carthy, Esteban Chaves, Mark Padun (alle EF Education-EasyPost) und Sergio Higuita (Bora-hansgrohe). Schlussendlich bildet sich rund 88 Kilometer vor dem Ziel eine Fluchtgruppe, in der der Olympiasieger Richard Carapaz (Ineos Grenadiers), Alexei Luzenko (Astana Qazaqstan), Luis León Sánchez (Bahrain Victorious), Clément Champoussin (AG2R Citroën), Kenny Elissonde, Mads Pedersen (beide Trek-Segafredo), Bruno Armirail (Groupama-FDJ) und Filippo Conca (Lotto Soudal). Nach weiteren zwölf Kilometern stießen auch Marco Brenner (DSM) und Raúl García Pierna (Equipo Kern Pharma) zu der Gruppe hinzu, womit zehn Fahrer in der Ausreißergruppe vertreten waren.
Bei der ersten Bergwertung der 3. Kategorie auf dem Puerto de Siete Pilillas (931 m) holte sich Richard Carapaz drei Punkte, während sich Luis León Sánchez und Kenny Elissonde die weiteren Punkte sicherten. Im Zwischensprint in setzte sich Mads Pedersen durch und baute somit seine Führung in der Punktewertung weiter aus. Kurz darauf fiel er im Anstieg des Puerto de Los Villares (1191 m) als erster Fahrer aus der Ausreißergruppe zurück, nachdem er zuvor noch auf den flachen Kilometern das Tempo für seinen Teamkollegen Kenny Elissonde hochgehalten hatte. Auf dem Weg zur Bergwertung zerfiel die Fluchtgruppe nach einem Angriff von Alexei Luzenko und es verblieben neben ihm noch Richard Carapaz, Luis León Sánchez, Clémet Champuossin, Kenny Elissonde und Filippo Conca an der Spitze des Rennens. Luis León Sánchez überquerte den Puerto de Los Villares als erster und erhielt fünf Punkte im Kampf um das Bergtrikot. Dahinter sicherte sich Richard Carapaz drei weitere Punkte und schob sich in der Bergwertung näher an den Führenden Jay Vine heran. Den letzten Punkt sicherte sich Kenny Elissonde, der als dritter auch die letzte Bonussekunde erhielt. Im Hauptfeld übernahm das Team Jumbo-Visma die Tempoarbeit, nachdem die Mannschaft des Gesamtführenden Remco Evenepoel (Quick-Step Alpha Vinyl) die meiste Zeit das Hauptfeld angeführt hatte.
8,5 Kilometer vor dem Ziel erreichte die Spitzengruppe den Schlussanstieg auf die Sierra de la Pandera (1820 m). Alexei Luzenko und Kenny Elissonde mussten die Spitzengruppe früh ziehen lassen, in der nun nur noch vier Fahrer vertreten waren. Der Vorsprung ging nun aufgrund des hohen Tempos, das Chris Harper (Jumbo-Visma) im Hauptfeld anschlug rapide zurück und betrug rund fünf Kilometer vor dem Ziel nur noch eineinhalb Minuten. Kurz nachdem Chris Harper aus der Hauptgruppe zurückgefallen war, griff sein Teamkollege und Kapitän Primož Roglič rund vier Kilometer vor dem Ziel an. Remco Evenepoel konnte die Lücke nicht schießen und wurde wenig später auch von Miguel Ángel López (Astana Qazaqstan) und Enric Mas (Movistar) distanziert, die zu dem Slowenen aufschließen konnten. An der Spitze des Rennens griff Richard Carapaz rund drei Kilometer vor dem Ziel an und setzte sich von seinen Gefährten ab. Während Remco Evenepoel mehr und mehr Zeit auf seine Verfolger in der Gesamtwertung verlor, holte das Trio rund um Primož Roglič die Fahrer aus der Fluchtgruppe ein. Einzig Richard Carapaz konnte seinen Vorsprung behaupten und gewann die Etappe mit acht Sekunden Vorsprung auf Miguel Ángel López und Primož Roglič, der sich im Ziel vier Bonussekunden sicherte. Enric Mas konnte den beiden im Finale nicht mehr folgen und erreichte das Ziel mit einem Rückstand von 36 Sekunden als sechster. Remco Evenepoel verlor als achter 56 Sekunden auf den Tagessieger, behauptete jedoch seine Führung in der Gesamtwertung. In der Bergwertung blieb Jai Vine an der ersten Position, wobei Richard Carapaz mit seinem zweiten Sieg bei einer Bergwertung auf Platz zwei vorrückte und nun 14 Punkte hinter dem Australier lag. Mit Ausnahme von Kelland O’Brien (BikeExchange-Jayco) erreichten alle 146 Starter das Ziel der Etappe.
| \| Etappenergebnis \| Etappenergebnis \| Etappenergebnis \| Etappenergebnis \| Etappenergebnis \| \| Fahrer \| Fahrer \| Land \| Team \| Zeit \| \| --------------- \| ------------------ \| --------------- \| ---------------------- \| --------------- \| \| 1. \| Richard Carapaz \| Ecuador \| Ineos Grenadiers \| 4 h 09 min 27 s \| \| 2. \| Miguel Ángel López \| Kolumbien \| Astana Qazaqstan Team \| + 8 s \| \| 3. \| Primož Roglič \| Slowenien \| Jumbo-Visma \| + 8 s \| \| 4. \| João Almeida \| Portugal \| UAE Team Emirates \| + 27 s \| \| 5. \| Carlos Rodríguez \| Spanien \| Ineos Grenadiers \| + 36 s \| \| 6. \| Enric Mas \| Spanien \| Movistar Team \| + 36 s \| \| 7. \| Thymen Arensman \| Niederlande \| Team DSM \| + 51 s \| \| 8. \| Remco Evenepoel \| Belgien \| Quick-Step Alpha Vinyl \| + 56 s \| \| 9. \| Juan Ayuso \| Spanien \| UAE Team Emirates \| + 56 s \| \| 10. \| Wilco Kelderman \| Niederlande \| Bora-Hansgrohe \| + 1 min 24 s \| |                    |             |                        |                 |
| |                    |             |                        |                 |
| Quelle: ProCyclingStats |                    |             |                        |                 |
| Etappenergebnis |                    |             |                        |                 |
| Fahrer | Fahrer             | Land        | Team                   | Zeit            |
| 1. | Richard Carapaz    | Ecuador     | Ineos Grenadiers       | 4 h 09 min 27 s |
| 2. | Miguel Ángel López | Kolumbien   | Astana Qazaqstan Team  | + 8 s           |
| 3. | Primož Roglič      | Slowenien   | Jumbo-Visma            | + 8 s           |
| 4. | João Almeida       | Portugal    | UAE Team Emirates      | + 27 s          |
| 5. | Carlos Rodríguez   | Spanien     | Ineos Grenadiers       | + 36 s          |
| 6. | Enric Mas          | Spanien     | Movistar Team          | + 36 s          |
| 7. | Thymen Arensman    | Niederlande | Team DSM               | + 51 s          |
| 8. | Remco Evenepoel    | Belgien     | Quick-Step Alpha Vinyl | + 56 s          |
| 9. | Juan Ayuso         | Spanien     | UAE Team Emirates      | + 56 s          |
| 10. | Wilco Kelderman    | Niederlande | Bora-Hansgrohe         | + 1 min 24 s    |

## Gesamtstände
| \| Gesamtwertung \| Gesamtwertung \| Gesamtwertung \| Gesamtwertung \| Gesamtwertung \| \| Fahrer \| Fahrer \| Land \| Team \| Zeit \| \| ------------- \| ------------------ \| ---------------------- \| ---------------------- \| ---------------- \| \| 1. \| Remco Evenepoel \| Belgien \| Quick-Step Alpha Vinyl \| 52 h 21 min 33 s \| \| 2. \| Primož Roglič \| Slowenien \| Jumbo-Visma \| + 1 min 49 s \| \| 3. \| Enric Mas \| Spanien \| Movistar Team \| + 2 min 43 s \| \| 4. \| Carlos Rodríguez \| Spanien \| Ineos Grenadiers \| + 3 min 46 s \| \| 5. \| Juan Ayuso \| Spanien \| UAE Team Emirates \| + 4 min 53 s \| \| 6. \| Miguel Ángel López \| Kolumbien \| Astana Qazaqstan Team \| + 6 min 02 s \| \| 7. \| João Almeida \| Portugal \| UAE Team Emirates \| + 6 min 49 s \| \| 8. \| Wilco Kelderman \| Niederlande \| Bora-Hansgrohe \| + 6 min 56 s \| \| 9. \| Tao Geoghegan Hart \| Vereinigtes Königreich \| Ineos Grenadiers \| + 8 min 49 s \| \| 10. \| Ben O’Connor \| Australien \| AG2R Citroën Team \| + 9 min 12 s \| |                    |                        |                        |                  |
| |                    |                        |                        |                  |
| Quelle: ProCyclingStats |                    |                        |                        |                  |
| Gesamtwertung |                    |                        |                        |                  |
| Fahrer | Fahrer             | Land                   | Team                   | Zeit             |
| 1. | Remco Evenepoel    | Belgien                | Quick-Step Alpha Vinyl | 52 h 21 min 33 s |
| 2. | Primož Roglič      | Slowenien              | Jumbo-Visma            | + 1 min 49 s     |
| 3. | Enric Mas          | Spanien                | Movistar Team          | + 2 min 43 s     |
| 4. | Carlos Rodríguez   | Spanien                | Ineos Grenadiers       | + 3 min 46 s     |
| 5. | Juan Ayuso         | Spanien                | UAE Team Emirates      | + 4 min 53 s     |
| 6. | Miguel Ángel López | Kolumbien              | Astana Qazaqstan Team  | + 6 min 02 s     |
| 7. | João Almeida       | Portugal               | UAE Team Emirates      | + 6 min 49 s     |
| 8. | Wilco Kelderman    | Niederlande            | Bora-Hansgrohe         | + 6 min 56 s     |
| 9. | Tao Geoghegan Hart | Vereinigtes Königreich | Ineos Grenadiers       | + 8 min 49 s     |
| 10. | Ben O’Connor       | Australien             | AG2R Citroën Team      | + 9 min 12 s     |

| Punktewertung | Punktewertung       | Punktewertung          | Punktewertung          | Punktewertung |
| Fahrer        | Fahrer              | Land                   | Team                   | Punkte        |
| ------------- | ------------------- | ---------------------- | ---------------------- | ------------- |
| 1.            | Mads Pedersen       | Dänemark               | Trek-Segafredo         | 267 P.        |
| 2.            | Primož Roglič       | Slowenien              | Jumbo-Visma            | 96 P.         |
| 3.            | Marc Soler          | Spanien                | UAE Team Emirates      | 96 P.         |
| 4.            | Fred Wright         | Vereinigtes Königreich | Bahrain Victorious     | 96 P.         |
| 5.            | Remco Evenepoel     | Belgien                | Quick-Step Alpha Vinyl | 94 P.         |
| 6.            | Samuele Battistella | Italien                | Astana Qazaqstan Team  | 91 P.         |
| 7.            | Enric Mas           | Spanien                | Movistar Team          | 71 P.         |
| 8.            | Kaden Groves        | Australien             | BikeExchange-Jayco     | 60 P.         |
| 9.            | Pascal Ackermann    | Deutschland            | UAE Team Emirates      | 56 P.         |
| 10.           | Tim Merlier         | Belgien                | Alpecin-Deceuninck     | 56 P.         |

| Bergwertung | Bergwertung     | Bergwertung | Bergwertung                        | Bergwertung |
| Fahrer      | Fahrer          | Land        | Team                               | Punkte      |
| ----------- | --------------- | ----------- | ---------------------------------- | ----------- |
| 1.          | Jay Vine        | Australien  | Alpecin-Deceuninck                 | 40 P.       |
| 2.          | Richard Carapaz | Ecuador     | Ineos Grenadiers                   | 26 P.       |
| 3.          | Robert Stannard | Australien  | Alpecin-Deceuninck                 | 21 P.       |
| 4.          | Marc Soler      | Spanien     | UAE Team Emirates                  | 20 P.       |
| 5.          | Jimmy Janssens  | Belgien     | Alpecin-Deceuninck                 | 17 P.       |
| 6.          | Thibaut Pinot   | Frankreich  | Groupama-FDJ                       | 12 P.       |
| 7.          | Rubén Fernández | Spanien     | Cofidis                            | 11 P.       |
| 8.          | Louis Meintjes  | Südarfika   | Intermarché-Wanty-Gobert Matériaux | 10 P.       |
| 9.          | Jesús Herrada   | Spanien     | Cofidis                            | 10 P.       |
| 10.         | Remco Evenepoel | Belgien     | Quick-Step Alpha Vinyl             | 9 P.        |

| Nachwuchswertung | Nachwuchswertung    | Nachwuchswertung | Nachwuchswertung       | Nachwuchswertung |
| Fahrer           | Fahrer              | Land             | Team                   | Zeit             |
| ---------------- | ------------------- | ---------------- | ---------------------- | ---------------- |
| 1.               | Remco Evenepoel     | Belgien          | Quick-Step Alpha Vinyl | 52 h 21 min 33 s |
| 2.               | Carlos Rodríguez    | Spanien          | Ineos Grenadiers       | + 3 min 46 s     |
| 3.               | Juan Ayuso          | Spanien          | UAE Team Emirates      | + 4 min 53 s     |
| 4.               | João Almeida        | Portugal         | UAE Team Emirates      | + 6 min 49 s     |
| 5.               | Thymen Arensman     | Niederlande      | Team DSM               | + 9 min 14 s     |
| 6.               | Sergio Higuita      | Kolumbien        | Bora-Hansgrohe         | + 34 min 04 s    |
| 7.               | José Félix Parra    | Spanien          | Equipo Kern Pharma     | + 34 min 32 s    |
| 8.               | Gino Mäder          | Schweiz          | Bahrain Victorious     | + 41 min 18 s    |
| 9.               | Clément Champoussin | Frankreich       | AG2R Citroën Team      | + 41 min 31 s    |
| 10.              | Edoardo Zambanini   | Italien          | Bahrain Victorious     | + 50 min 09 s    |

| Mannschaftswertung | Mannschaftswertung                 | Mannschaftswertung           | Mannschaftswertung |
| Team               | Team                               | Land                         | Zeit               |
| ------------------ | ---------------------------------- | ---------------------------- | ------------------ |
| 1.                 | UAE Team Emirates                  | Vereinigte Arabische Emirate | 156 h 18 min 52 s  |
| 2.                 | Ineos Grenadiers                   | Vereinigtes Königreich       | + 4 min 46 s       |
| 3.                 | Astana Qazaqstan Team              | Kasachstan                   | + 34 min 23 s      |
| 4.                 | Bora-Hansgrohe                     | Deutschland                  | + 35 min 08 s      |
| 5.                 | Intermarché-Wanty-Gobert Matériaux | Belgien                      | + 40 min 13 s      |
| 6.                 | Movistar Team                      | Spanien                      | + 40 min 52 s      |
| 7.                 | Bahrain Victorious                 | Bahrain                      | + 43 min 19 s      |
| 8.                 | EF Education-EasyPost              | Vereinigte Staaten           | + 44 min 45 s      |
| 9.                 | Jumbo-Visma                        | Niederlande                  | + 1 h 02 min 51 s  |
| 10.                | Burgos-BH                          | Spanien                      | + 1 h 32 min 26 s  |

## Ausgeschiedene Fahrer
Die folgenden Fahrer waren aus der Tour ausgeschieden:
- Kelland O’Brien (Team BikeExchange-Jayco) – DNF